# Mõraste
Mõraste est un village de la commune de Märjamaa du comté de Rapla en Estonie. Il est situé à l'ouest du comté, près de la frontière avec les comtés de Lääne et Harju.

## Géographie
Le village de Mõraste est situé au sud de Sipa, le long de la rivière Kasari. Un bouleau aulne protégé pousse dans le village.
La zone riveraine fait partie de la zone de stockage de Paeküla. A l'ouest du village se trouve la zone de stockage d'Angasilla.

## Démographie
Mõraste est un petit village à la population peu importante, 24 habitants en 2021. Cette population est cependant en nette diminution depuis 2000. 
| Année | Habitants |
| ----- | --------- |
| 2000  | 40        |
| 2005  | 39        |
| 2011  | 32        |

| Année | Habitants |
| ----- | --------- |
| 2019  | 35        |
| 2020  | 38        |
| 2021  | 24        |

## Monuments
- Le manoir Mõraste était situé dans le village.
- Le monument archéologique "Surnumägi" est situé dans le village[4].